# Aphrophora flavicosta
Aphrophora flavicosta är en insektsart som beskrevs av Kato 1933. Aphrophora flavicosta ingår i släktet Aphrophora och familjen spottstritar. Inga underarter finns listade i Catalogue of Life.